# Đặng Vũ Chư
Đặng Vũ Chư (sinh năm 1940) là một Tiến sĩ và chính khách Việt Nam, nguyên Ủy viên Ban Chấp hành Trung ương Đảng Cộng sản Việt Nam, Bộ trưởng Bộ Công nghiệp; nguyên Chủ tịch Hội Tự động hóa Việt Nam.

## Tiểu sử
Đặng Vũ Chư sinh ngày 7 tháng 9 năm 1940. Quê quán làng Hành Thiện, xã Xuân Hồng, huyện Xuân Trường, tỉnh Nam Định.
- Năm 1978, được bổ nhiệm Phó Vụ trưởng Vụ Kỹ thuật Bộ Công nghiệp nhẹ.
- Từ năm 1983 đến năm 1990, làm Giám đốc Nhà máy Dệt kim Đông xuân trực thuộc Liên hiệp Dệt - May Việt Nam.
- Ủy viên Ban Chấp hành Trung ương Đảng Cộng sản Việt Nam khóa VII (1991 - 1996), khóa VIII (1996 - 2001).[1]
- Từ tháng 2 năm 1990 đến tháng 10 năm 1995, Bộ trưởng Bộ Công nghiệp nhẹ.
- Từ tháng 10 năm 1995 đến tháng 7 năm 2002, Bộ trưởng Bộ Công nghiệp (nay là Bộ Công Thương).[2]
- Từ năm 1994 đến năm 2007, Chủ tịch Hội Khoa học Công nghệ Tự động Việt Nam (nay là Hội Tự động hóa Việt Nam).[3]

## Danh hiệu Tôn vinh
- Huân chương Lao động hạng Nhất.

## Gia đình
- Phu nhân là bà Nguyễn Thị Uyển.
- Vợ chồng ông có hai con trai đều đã thành đạt.